# Levashinsky (huyện)
Huyện Levashinsky (tiếng Nga: Левашинский райо́н) là một huyện hành chính tự quản (raion), của Dagestan, Nga. Huyện có diện tích 812 kilômét vuông, dân số thời điểm ngày 1 tháng 1 năm 2000 là 57800 người. Trung tâm của huyện đóng ở Levashy.